# Bertle (Künstlerfamilie)

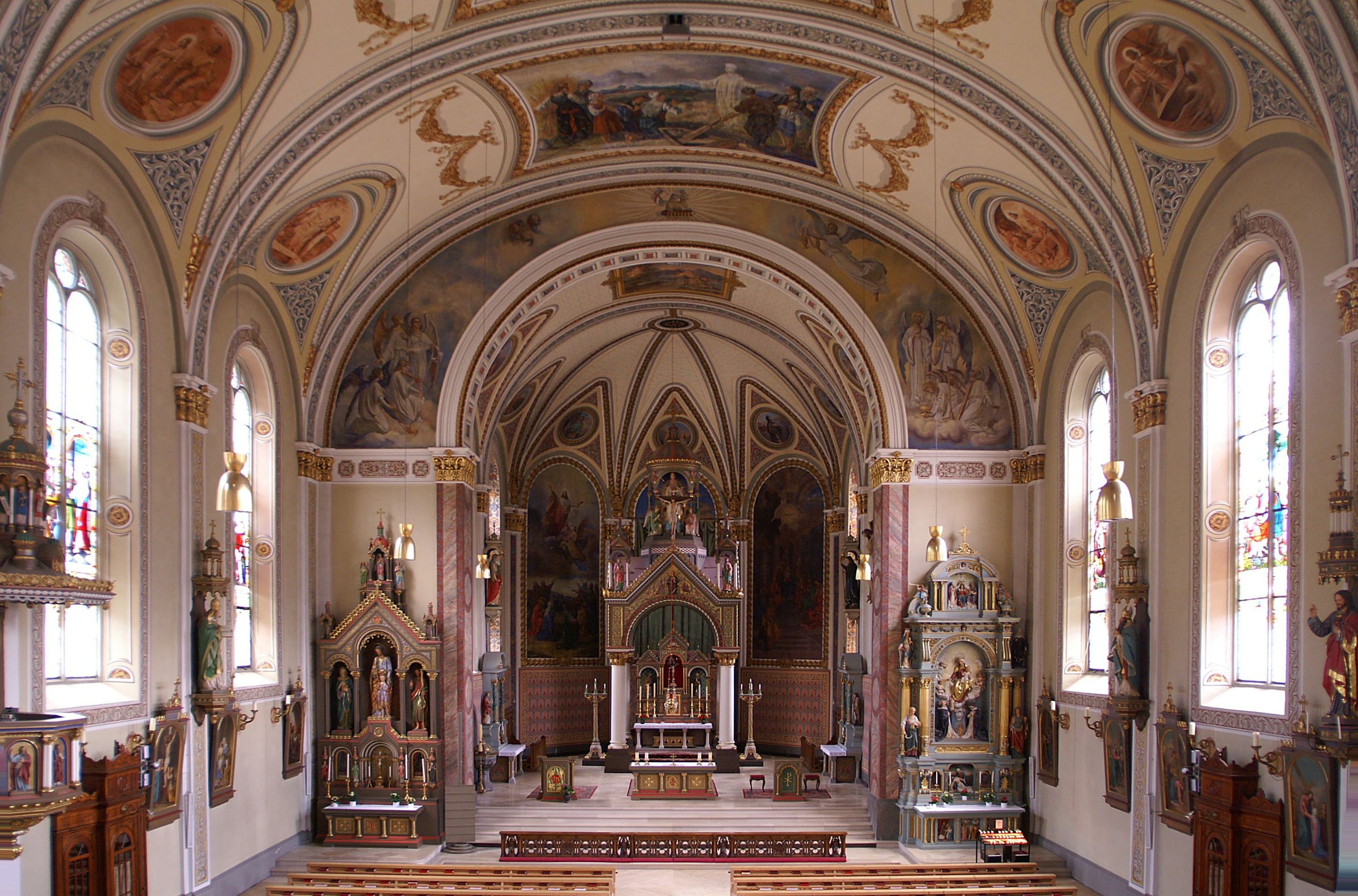
St. Jodok in Schruns

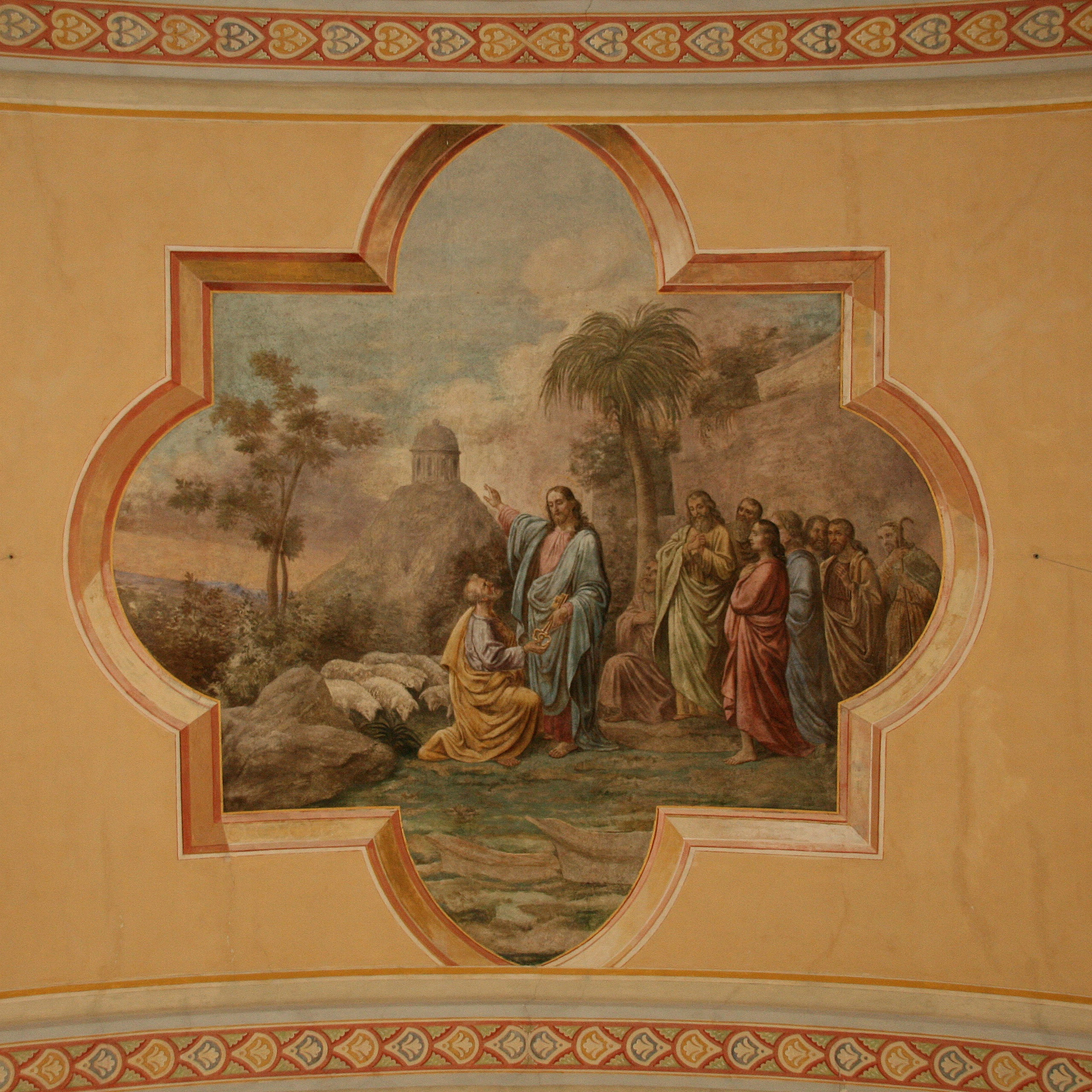
St. Michael in Gaschurn

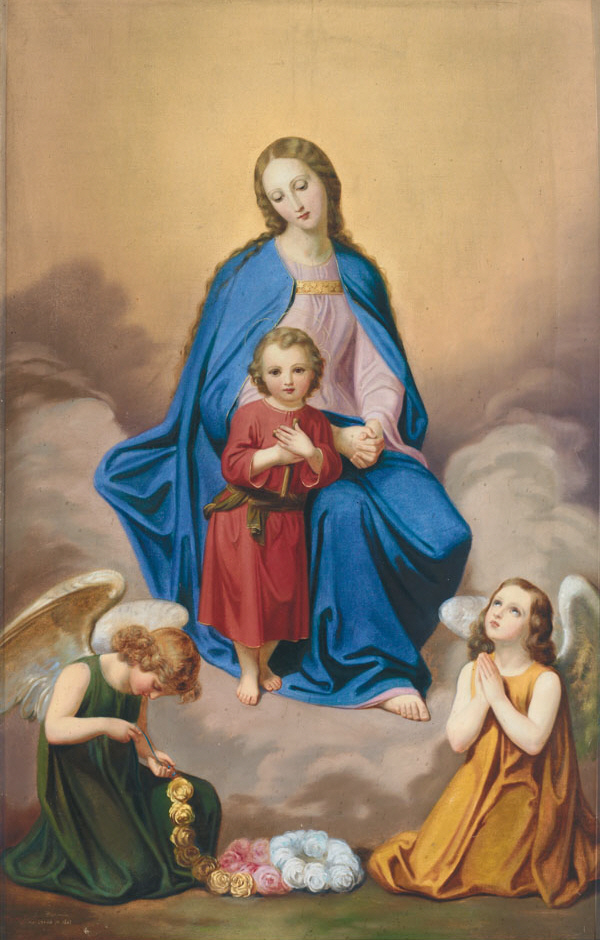
Madonna mit Kind, Franz Bertle

Ältestes Wintersportwerbeplakat Vorarlbergs aus dem Jahre 1909, Hans Bertle

Bertle war eine Künstlerfamilie, die im 17. bis 20. Jahrhundert eine Reihe namhafter Maler und Restauratoren stellte. Die Familie stammt ursprünglich aus dem österreichischen Schruns im Montafon.

## Mitglieder
1. Johannes Bertle (Maler und Bauer, 1756–1833)

1. Josef Anton Bertle (Maler und Altarbauer, 1796–1858)

1. Franz Josef Bertle (Kunstmaler, 1828–1883)
2. Johann Jakob Bertle (Kunstmaler, 1837–1901)

1. Hans Bertle (Akad. Maler, 1880–1943)

1. Hannes Bertle (1910–1978)

Sechs Maler aus fünf Generationen der ursprünglich in St. Gallenkirch beheimateten und später in Schruns ansässigen Familie Bertle bestimmten für anderthalb Jahrhunderte die künstlerische Landschaft des Montafons und für Jahrzehnte sogar diejenige des ganzen Landes Vorarlberg.
1649 schuf David Bertle, ein Vorläufer der berühmten Montafoner Künstlerfamilie, den volkstümlichen „Sebastiansaltar“ im Renaissance-Stil der Kirche St. Maria Magdalena in Gargellen.
Josef Anton Bertle (1796–1858), der eigentliche Begründer der Künstlerfamilie, zog dann von St. Gallenkirch nach Schruns. Er war sehr stark den spätbarocken Formen verpflichtet und die Berücksichtigung sakraler Themen stellt einen Schwerpunkt in seinem Schaffen dar.
Seine Söhne Franz (1828–1883) und Jakob (1837–1911) waren Schüler von Melchior Paul von Deschwanden und erlangten als Maler des Nazarenerstils Bedeutung über die Grenzen des Landes Vorarlberg hinaus.
Hans (1880–1943), der in Schruns geborene Sohn Jakobs, wurde zum bekanntesten Vertreter der Künstlerfamilie. Auf Grund des für Künstler günstigen Umfeldes ließ er sich einige Zeit in München nieder. Besonders gerühmt wurden seine Porträts, die ihm zu prominenten Aufträgen am bayrischen Königshof verhalfen. Eine besondere Beziehung zu seiner Heimat ließ ihn jedoch immer wieder nach Schruns zurückkehren. Die Deckenbilder in der dortigen Pfarrkirche, viele Landschafts- und Historienbilder sowie Plakatgestaltungen legen Zeugnis von seinem umfangreichen Schaffen für das Montafon ab.
Sohn Hannes (1910–1978) setzte die künstlerische Tradition des Vaters fort – er war mehr den modernen Kunstrichtungen verbunden.

## Werke
Vorwiegend im sakralen Bereich sind heute viele Werke der Familie Bertle anzutreffen.
- Pfarrkirche St. Jodok, Schruns
- Kirche Mariä Geburt, Stallehr
- Kuratienkirche hl. Maria Magdalena, Gargellen (David Bertle)
- Pfarrkirche hl. Anna, Hirschegg
- Pfarrkirche hll. Nikolaus und Theodul, Raggal (Franz Bertle)
- Pfarrkirche hl. Michael, Sibratsgfäll
- Pfarrkirche hll. Oswald und Dominikus, Sonntag
- Pfarrkirche hll. Petrus und Paulus, Andelsbuch
- Kapuzinerkloster Bezau, Bezau (Franz Bertle)
- Kloster Gauenstein, Schruns
- Wallfahrtskirche Maria Bildstein, Bildstein
- Maria-Empfängnis-Kirche Innerberg, Bartholomäberg
- Litzkapelle, Schruns
- Denkmal für Johann Josef Batlogg in Schruns (Jakob Bertle)
- Kapelle St. Wendelin, Unterschönenbuch bei Ingenbohl
- Pfarrkirche Viktorsberg, Viktorsberg